# Neukirchen (Braunfels)
Neukirchen (ⓘ) ist der nach Einwohnern kleinste Stadtteil von Braunfels im mittelhessischen Lahn-Dill-Kreis.

## Geografie
Der Ort liegt im Norden des östlichen Hintertaunus, südlich der Kernstadt von Braunfels und liegt mit dem Nachbarort Niederquembach dicht zusammen. Durch den Ort fließt der Solmsbach, an dessen Tal sich in Westhanglage das Dorf befindet. Höchster Punkt ist der Weipertgrundberg, im Volksmund Kanzel genannt, mit 326 Metern (über NN).
Nachbarorte sind Altenkirchen (südwestlich), Bonbaden (nordwestlich), Schwalbach (nördlich), Niederquembach (östlich), Oberquembach (östlich) und Kraftsolms (südlich).

## Geschichte

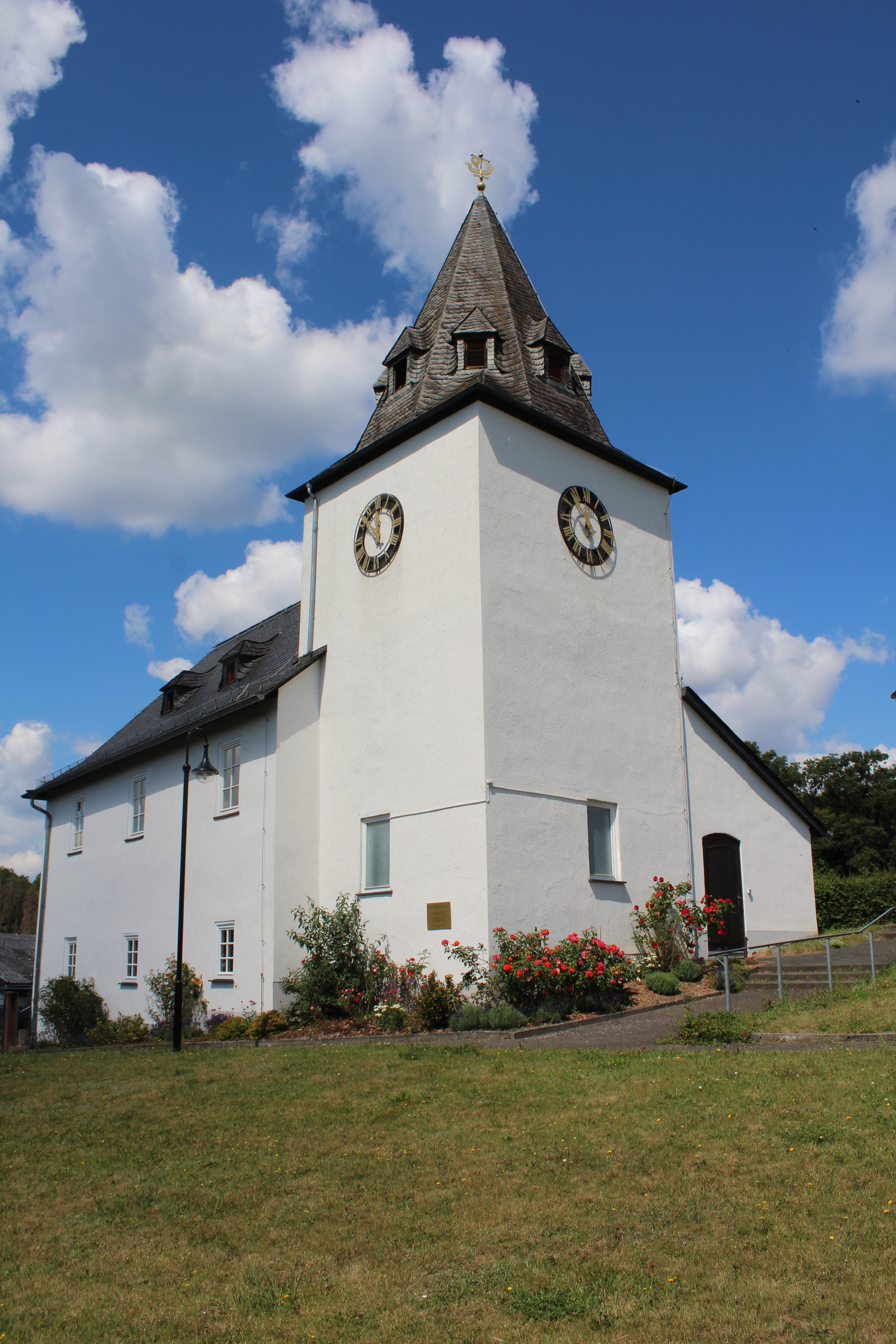
Evangelische Kirche von 1956

### Ortsgeschichte
Bekanntermaßen erstmals wurde Neukirchen in einer Schenkungsurkunde von König Konrad I. an das Kloster Frauenberg als Niunchiriha im Jahr 914 erwähnt. In einer Urkunde des Grafen Marquard von Solms wird der Ort 1232 Nuwenkirgen genannt. 1474 tauschte Caspar Schlaun von Linden seinen Besitz im Ort gegen Besitz und Gefälle in Dutenhofen mit dem Grafen Otto von Solms-Braunfels.
Im Dreißigjährigen Krieg blieb der Ort verschont. Erst 1673 und 1759 wurde die Ortschaft heimgesucht.
1815, infolge der Restauration, die auf dem Wiener Kongress beschlossen wurde, kam Neukirchen zu Preußen. Während der Deutschen Revolution von 1848 versuchten auch die Einwohner von Neukirchen mehr Rechte zu erlangen und zogen zum Braunfelser Schloss.
Am 28. Dezember 1956 brannte die Kirche von Neukirchen komplett aus. Am 6. Oktober 1957 konnte bereits die neue evangelische Kirche oberhalb der Ortschaft errichtet werden.
Hessische Gebietsreform (1970–1977)
Im Zuge der Gebietsreform in Hessen fusionierten zum 31. Dezember 1971 auf freiwilliger Basis die Stadt Braunfels und die Gemeinden Neukirchen, Bonbaden, sowie Tiefenbach zur erweiterten Stadt Braunfels. Alle eingegliederten Gemeinden und die Kernstadt wurden Stadtteile. Für alle Stadtteile wurde je ein Ortsbezirke per Hauptsatzung gebildet.

### Verwaltungsgeschichte im Überblick
Die folgende Liste zeigt die Staaten und Verwaltungseinheiten, denen Neukirchen angehört(e):
- 912: Lahngau (in pago Loganacgovve), Niuunchirihha [MGH DD Konrad I, Nr. 8][8]
- vor 1806: Heiliges Römisches Reich, Fürstentum Solms-Braunfels, Anteil der Grafschaft Solms, Amt Braunfels
- ab 1806: Herzogtum Nassau,[Anm. 2] Amt Braunfels[Anm. 3]
- ab 1816: Königreich Preußen,[Anm. 4] Provinz Großherzogtum Niederrhein, Regierungsbezirk Koblenz, Kreis Braunfels[9]
- ab 1822: Königreich Preußen, Rheinprovinz, Regierungsbezirk Koblenz, Kreis Wetzlar[Anm. 5]
- ab 1866: Norddeutscher Bund,[Anm. 6] Königreich Preußen, Rheinprovinz, Regierungsbezirk Koblenz, Kreis Wetzlar
- ab 1871: Deutsches Reich, Königreich Preußen, Rheinprovinz, Regierungsbezirk Koblenz, Kreis Wetzlar
- ab 1918: Deutsches Reich (Weimarer Republik), Freistaat Preußen, Rheinprovinz, Regierungsbezirk Koblenz, Kreis Wetzlar
- ab 1932: Deutsches Reich, Freistaat Preußen, Provinz Hessen-Nassau, Regierungsbezirk Wiesbaden, Kreis Wetzlar
- ab 1944: Deutsches Reich, Freistaat Preußen, Provinz Nassau, Kreis Wetzlar
- ab 1945: Amerikanische Besatzungszone,[Anm. 7] Groß-Hessen, Regierungsbezirk Wiesbaden, Kreis Wetzlar
- ab 1949: Bundesrepublik Deutschland, Land Hessen, Regierungsbezirk Wiesbaden, Kreis Wetzlar
- ab 1968: Bundesrepublik Deutschland, Land Hessen, Regierungsbezirk Darmstadt, Kreis Wetzlar
- ab 1972: Bundesrepublik Deutschland, Hessen, Regierungsbezirk Darmstadt, Kreis Wetzlar, Stadt Braunfels[Anm. 8]
- ab 1977: Bundesrepublik Deutschland, Land Hessen, Regierungsbezirk Darmstadt, Lahn-Dill-Kreis, Stadt Braunfels
- ab 1981: Bundesrepublik Deutschland, Land Hessen, Regierungsbezirk Gießen, Lahn-Dill-Kreis, Stadt Braunfels

## Bevölkerung

### Einwohnerentwicklung
| Neukirchen: Einwohnerzahlen von 1834 bis 2021 | Neukirchen: Einwohnerzahlen von 1834 bis 2021 | Neukirchen: Einwohnerzahlen von 1834 bis 2021 | Neukirchen: Einwohnerzahlen von 1834 bis 2021 | Neukirchen: Einwohnerzahlen von 1834 bis 2021 |
| --- | --------------------------------------------- | --------------------------------------------- | --------------------------------------------- | --------------------------------------------- |
| Jahr |                                               |                                               |                                               | Einwohner                                     |
| 1834 | 1834                                          |                                               | 195                                           | 195                                           |
| 1840 | 1840                                          |                                               | 186                                           | 186                                           |
| 1846 | 1846                                          |                                               | 191                                           | 191                                           |
| 1852 | 1852                                          |                                               | 186                                           | 186                                           |
| 1858 | 1858                                          |                                               | 193                                           | 193                                           |
| 1864 | 1864                                          |                                               | 205                                           | 205                                           |
| 1871 | 1871                                          |                                               | 214                                           | 214                                           |
| 1875 | 1875                                          |                                               | 212                                           | 212                                           |
| 1885 | 1885                                          |                                               | 202                                           | 202                                           |
| 1895 | 1895                                          |                                               | 205                                           | 205                                           |
| 1905 | 1905                                          |                                               | 220                                           | 220                                           |
| 1910 | 1910                                          |                                               | 257                                           | 257                                           |
| 1925 | 1925                                          |                                               | 260                                           | 260                                           |
| 1939 | 1939                                          |                                               | 283                                           | 283                                           |
| 1946 | 1946                                          |                                               | 392                                           | 392                                           |
| 1950 | 1950                                          |                                               | 419                                           | 419                                           |
| 1956 | 1956                                          |                                               | 415                                           | 415                                           |
| 1961 | 1961                                          |                                               | 455                                           | 455                                           |
| 1967 | 1967                                          |                                               | 478                                           | 478                                           |
| 1970 | 1970                                          |                                               | 520                                           | 520                                           |
| 1980 | 1980                                          |                                               | ?                                             | ?                                             |
| 1990 | 1990                                          |                                               | ?                                             | ?                                             |
| 2000 | 2000                                          |                                               | ?                                             | ?                                             |
| 2011 | 2011                                          |                                               | 594                                           | 594                                           |
| 2021 | 2021                                          |                                               | 609                                           | 609                                           |
| Datenquelle: Historisches Gemeindeverzeichnis für Hessen: Die Bevölkerung der Gemeinden 1834 bis 1967. Wiesbaden: Hessisches Statistisches Landesamt, 1968. Weitere Quellen: LAGIS; Gemeinde Braunfels; Zensus 2011 |                                               |                                               |                                               |                                               |

### Einwohnerstruktur 2011
Nach den Erhebungen des Zensus 2011 lebten am Stichtag, dem 9. Mai 2011, in Neukirchen 594 Einwohner. Darunter waren 21 (3,5 %) Ausländer.
Nach dem Lebensalter waren 87 Einwohner unter 18 Jahren, 246 zwischen 18 und 49, 123 zwischen 50 und 64 und 135 Einwohner waren älter.
Die Einwohner lebten in 261 Haushalten. Davon waren 81 Singlehaushalte, 66 Paare ohne Kinder und 87 Paare mit Kindern, sowie 24 Alleinerziehende und 3 Wohngemeinschaften. In 60 Haushalten lebten ausschließlich Senioren und in 159 Haushaltungen lebten keine Senioren.

### Historische Religionszugehörigkeit
| • 1834: | 195 evangelische (= 100 %) Einwohner                             |
| • 1961: | 360 evangelische (= 79,1 %), 95 katholische (= 20,9 %) Einwohner |

## Politik
Für Neukirchen besteht ein Ortsbezirk (Gebiete der ehemaligen Gemeinde Neukirchen) mit Ortsbeirat und Ortsvorsteher nach der Hessischen Gemeindeordnung.
Der Ortsbeirat besteht aus fünf Mitgliedern. Bei den Kommunalwahlen in Hessen 2021 betrug die Wahlbeteiligung zum Ortsbeirat 51,01 %. Dabei wurden gewählt: drei Mitglieder der SPD und zwei Mitglieder der CDU. Der Ortsbeirat wählte Peter Schubert (SPD) zum Ortsvorsteher.

## Kultur und Sehenswürdigkeiten

### Dolles Dorf
Am 16. Juni 2013 nahm Neukirchen beim Finale des Dollen Dorfes, einem Wettbewerb des Hessischen Rundfunks, in Kassel teil. Die anderen Finalisten waren Röhrenfurth, Walsdorf und Nonnenroth. Gewinner des Wettbewerbs war Walsdorf. Neukirchen kam durch das Zuschauervoting trotz 1. Platz beim Spiel auf Platz 3.

### Kulturdenkmäler
Siehe Liste der Kulturdenkmäler in Braunfels-Neukirchen

## Verkehr

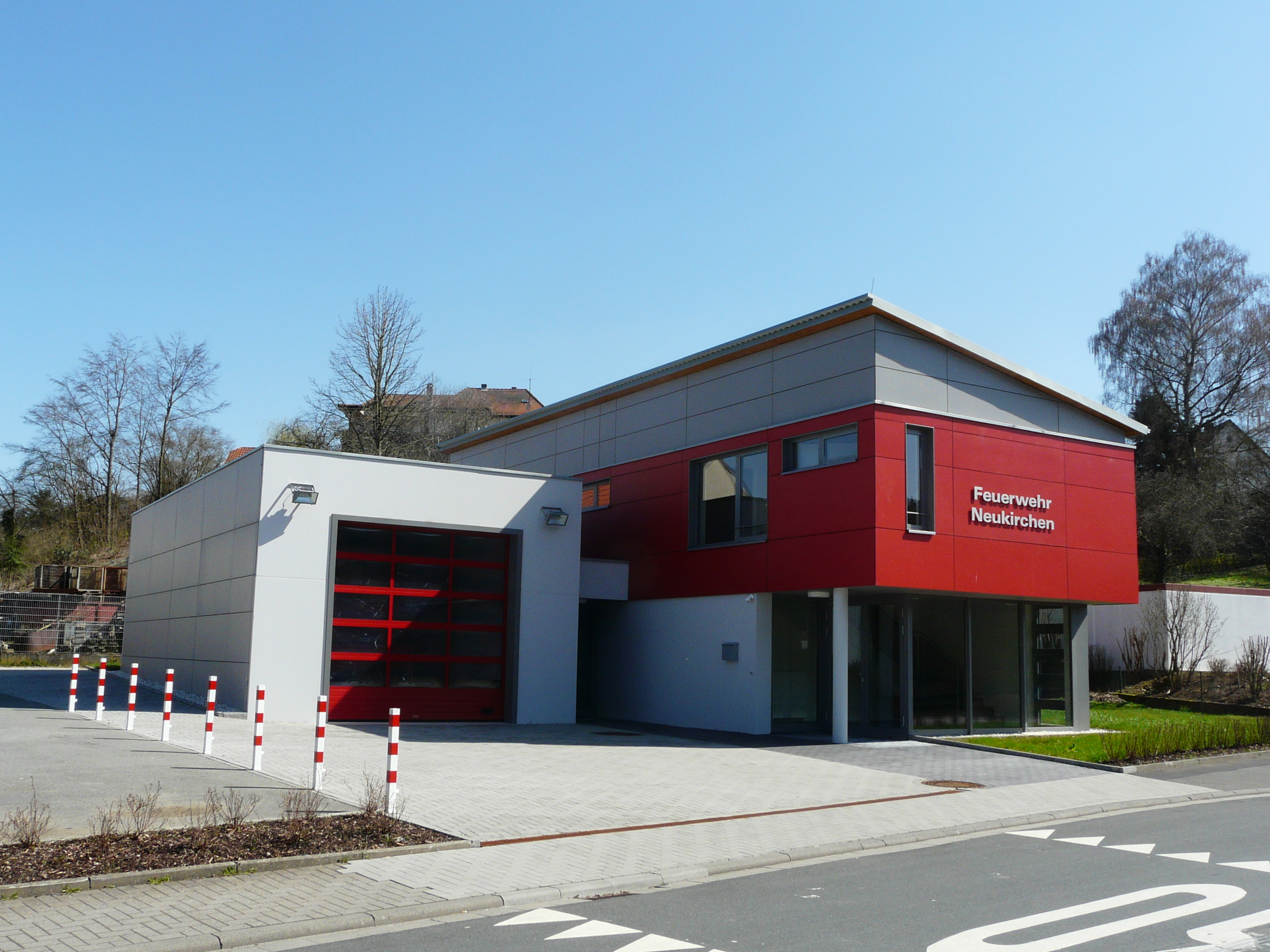
Feuerwehrhaus

Durch den Ort führt die L 3283, die aus Richtung Braunfels kommend über Bonbaden bei Neukirchen in die L 3053 mündet, die in südliche Richtung weiter nach Kraftsolms verläuft. Südlich zweigt die K 372 nach Altenkirchen ab und mündet westlich von Altenkirchen auf der Bundesstraße 456.
Am 1. November 1912 wurde die Bahnstrecke Friedrichsdorf–Albshausen vollendet. In Bonbaden befand sich seither ein Haltepunkt und somit Anschluss an das Schienennetz der Preußischen Staatsbahn. Mit der Stilllegung des Streckenabschnitts am 31. Mai 1985 und dem Rückbau der Gleisanlagen wurde auch der Haltepunkt aufgelassen. Heute endet die Strecke im fünf Kilometer entfernten Brandoberndorf, dorthin verkehren Omnibusse.